# Hippocrepis brevipetala
Hippocrepis brevipetala är en ärtväxtart som först beskrevs av Svante Samuel Murbeck, och fick sitt nu gällande namn av E.Dominguez. Hippocrepis brevipetala ingår i släktet hästskoklövrar, och familjen ärtväxter. Inga underarter finns listade i Catalogue of Life.